# Nakło nad Notecią (gmina)

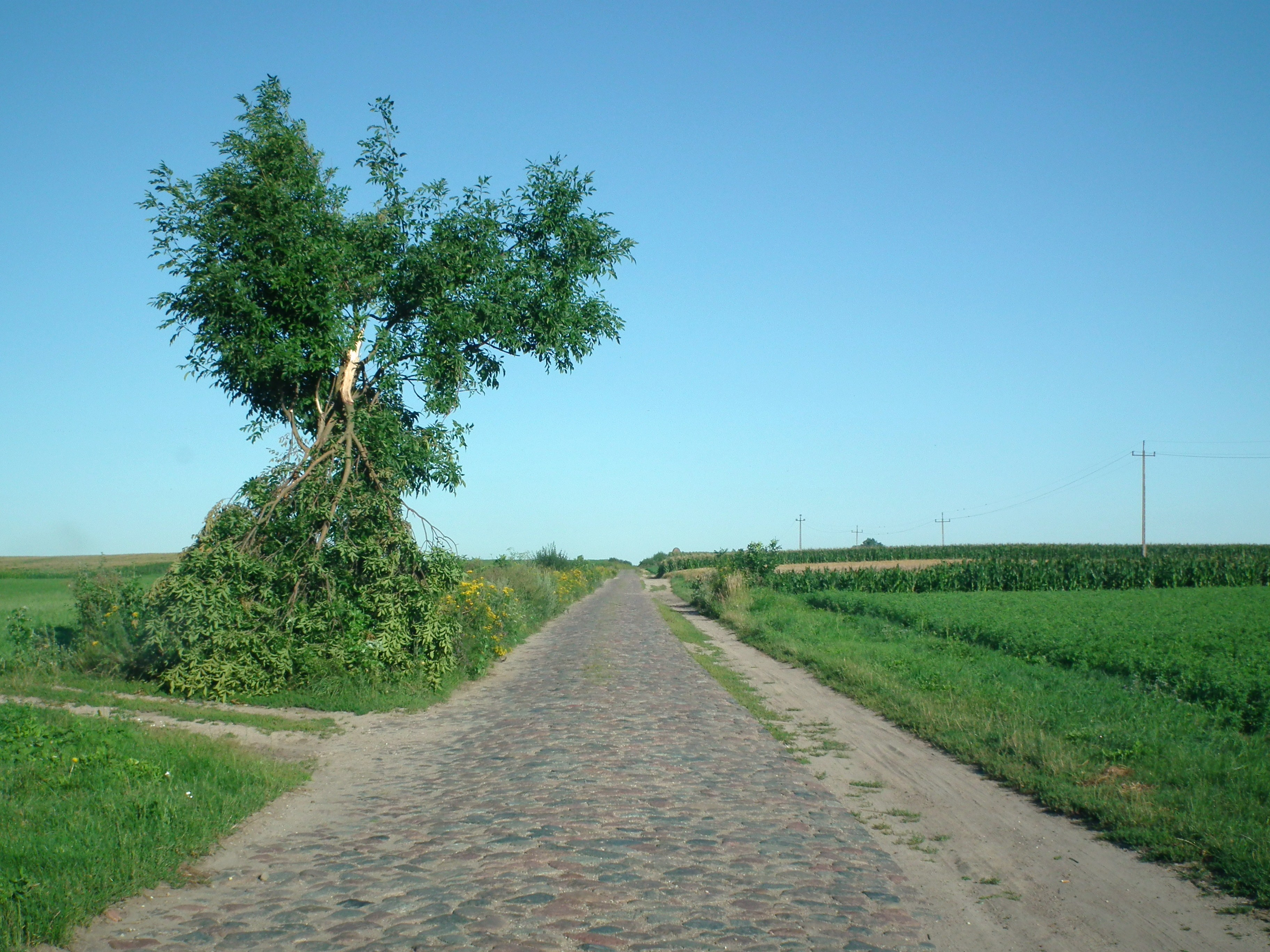
Krajobraz gminy w rejonie Karnówka

Nakło nad Notecią – gmina miejsko-wiejska w Polsce położona w województwie kujawsko-pomorskim, w powiecie nakielskim. W latach 1975–1998 gmina administracyjnie należała do województwa bydgoskiego.
Siedziba gminy to Nakło nad Notecią.
Według danych z 31 grudnia 2024 gminę zamieszkiwały 28 294 osoby.

## Struktura powierzchni
Według danych z roku 2002 gmina Nakło nad Notecią ma obszar 186,97 km², w tym:
- użytki rolne: 67%
- użytki leśne: 19%

Gmina stanowi 16,69% powierzchni powiatu.

## Ochrona przyrody
Na terenie gminy znajdują się 4 rezerwaty przyrody:
- Rezerwat przyrody Hedera - florystyczny, chroni grąd z owocującym bluszczem pospolitym
- Rezerwat przyrody Łąki Ślesińskie - florystyczny, chroni stanowisko brzozy niskiej
- Rezerwat przyrody Las Minikowski - leśny, chroni fragment naturalnego grądu z udziałem pomnikowych dębów i lip
- Rezerwat przyrody Skarpy Ślesińskie - florystyczny, chroni reliktową florę stepową.

Gmina posiada niezwykły pomnik przyrody w postaci dębu szypułkowego im. Władysława Szafera rosnącego w Potulicach. Dąb jest jednym z najokazalszych i najstarszych dębów w Polsce. Posiada obwód 720 cm.

## Demografia
Dane z 31 grudnia 2024:
| Opis                              | Ogółem | Ogółem | Kobiety | Kobiety | Mężczyźni | Mężczyźni |
| --------------------------------- | ------ | ------ | ------- | ------- | --------- | --------- |
| jednostka                         | osób   | %      | osób    | %       | osób      | %         |
| populacja                         | 28 294 | 100    | 14 646  | 51,8    | 13 648    | 48,2      |
| gęstość zaludnienia (mieszk./km²) | 151,3  | 151,3  | 78,3    | 78,3    | 73,0      | 73,0      |

- Piramida wieku mieszkańców gminy Nakło nad Notecią w 2014 roku[1].

## Zabytki
Wykaz zarejestrowanych zabytków nieruchomych na terenie gminy:
- zespół dworski i folwarczny z drugiej połowy XIX w. w Chrząstowie, obejmujący: dwór; park; zabudowania gospodarcze: stodołę; dwie obory; stajnię, obecnie magazyn; magazyn zbożowy; wieżę ciśnień, nr 185/A z 15.06.1985 roku
- zespół pałacowy w Lubaszczu, obejmujący: pałac z 1864; ogrodzenie; park z XIX w., nr A/348/1-3 z 09.01.1993 roku
- zespół kościelny parafii pod wezwaniem św. Wawrzyńca, przy ul. Kościelnej w Nakle nad Notecią, obejmujący: kościół z lat 1844-47; cmentarz przykościelny; murowane ogrodzenie z bramkami z lat 1925-26, nr A/1570 z 1.10.2010 roku
- kościół ewangelicki, obecnie rzymskokatolicki parafii pod wezwaniem św. Stanisława biskupa z lat 1886-87 w Nakle nad Notecią, nr A/1543 z 25.11.2009 roku
- zespół cmentarny parafii św. Wawrzyńca i Stanisława, przy ul. Bohaterów w Nakle nad Notecią, obejmujący: cmentarz; grobowiec rodziny Biniawskich z 1898; kaplicę, tzw. prochownię z 1891 roku, nr A/325/1-3 z 29.05.1992 roku
- gimnazjum, obecnie Liceum Ogólnokształcące z lat 1874-1876 wraz z salą gimnastyczną, przy ul. Gimnazjalnej 3 w Nakle nad Notecią, nr A/398/1-3 z 10.02.1994 roku
- spichlerz szachulcowy z drugiej połowy XIX w., przy ul. plac Konopnickiej 6 w Nakle nad Notecią, nr A/317/1 z 29.05.1992 roku
- spichrz szachulcowy z drugiej połowy XIX w., przy ul. Pocztowej 13 w Nakle nad Notecią, nr A/441/1 z 11.04.1995 roku
- spichrz szachulcowy, przy ul. Pocztowej 14 w Nakle nad Notecią, nr 118/A z 27.09.1983 roku
- zespół koszar z pierwszej połowy XIX w. przy ul. Sądowej 1-3, 9 w Nakle nad Notecią, obejmujący: budynek koszar, obecnie sąd i prokuratura; ujeżdżalnię, obecnie magazyn; dom mieszkalny z ok. 1900 roku, nr A/418/1-3 z 16.08.1994 roku
- kaplica grobowa rodziny Potulickich, obecnie kościół parafii pod wezwaniem Zwiastowania Najświętszej Maryi Panny z 1862 roku, przy ul. Szkolnej 22 w Potulicach, nr 53/A z 05.10.1970 roku
- cmentarz wojenny ofiar terroru hitlerowskiego z okresu II wojny światowej w Potulicach, nr A/518/1 z 28.12.1998 roku
- drewniany kościół parafii pod wezwaniem św. Mikołaja z 1779 roku w Ślesinie, nr A/780 z 08.06.1955 roku
- cmentarz parafii pod wezwaniem św. Mikołaja z 1926 roku w Ślesinie, nr A/327/1 z 29.05.1992 roku
- cmentarz parafii św. Stanisława z drugiej połowy XIX w. w Trzeciewnicy, nr A/326/1 z 29.05.1992 roku.

## Sołectwa
Bielawy, Chrząstowo, Gorzeń, Gumnowice, Karnowo, Karnówko, Kazin, Małocin, Michalin, Minikowo, Olszewka, Paterek, Polichno, Potulice, Rozwarzyn, Suchary, Ślesin, Trzeciewnica, Wieszki, Występ.

## Pozostałe miejscowości
Anielin, Bogacin, Elżbiecin, Gabrielin, Gostusza, Janowo, Kaźmierowo, Lubaszcz, Niedola, Nowakówko, Piętacz, Urszulin, Wieszki (leśniczówka).

## Sąsiednie gminy
Białe Błota, Kcynia, Mrocza, Sadki, Sicienko, Szubin